# Bohdanečské Dvory
Bohdanečské Dvory (také Bohdaneč nebo Bohdanecké Dvory, německy Bohdanetz nebo Bohdanetzer Höfe) je historická osada, součást královéhradecké čtvrti Svobodné Dvory. Nachází se v centru této čtvrti.

## Historie
Celá oblast Svobodných Dvorů byla osídlena už od pravěku, o čemž svědčí časté archeologické nálezy. V roce 1548 rytíř Heřman Petr Bohdanecký z Hodkova a na Landšperku koupil konfiskované městské dvory a spojil je v rozsáhlé panství s vlastní hospodářskou tvrzí, která vyhořela 25. června 1590. První zmínka o Bohdanečských Dvorech pochází až z roku 1565.
Třicetiletá válka přinesla velké zpustošení celého dvora, který zůstal opuštěný až do roku 1650, ale už 20. srpna téhož roku vyhořel po úderu blesku. V letech 1780–1800 byl bohdanečský dvůr rozdělen mezi místní obyvatelstvo, pod podmínkou, že budou vykonávat práce v městských lesích, a to v závislosti na množství pozemků, které dostali. Tito lidé se nazývali familianti. Ve stejném období vesnice dostala vlastního šoltyse. Tuto funkci vykonávali mimo jiné Schejbal, Jiří Hoza, Josef Hoza a Tomeš.
Když obce v okolí Hradce Králové získaly samosprávu (1849–1850), byly Svobodné Dvory, Bohdanečské Dvory, Klacovské Dvory a Cihelna sloučeny a získaly společnou obecní radu a starostu. Vesnice ale žily i nadále vlastním životem a měly vlastního šoltyse a radu. Každá z nich měla také v rámci své vlastní správy vlastní číslování domů a nemovitostí. V roce 1861 byla ze Svobodných Dvorů přenesena do Bohdanečských Dvorů základní škola. V roce 1876 už měla dvě třídy a v letech 1877–1878 byla vybudována nová školní budova. Rozvoj vesnice krátce přerušila prusko-rakouská válka, v blízkosti obce byly rakouské dělostřelecké baterie, které kryly ústup Rakušanů z Chlumu a jeho okolí.
V roce 1869 zde žilo 298 obyvatel, v roce 1880 šlo o 392 obyvatel a v roce 1890 jich bylo 459. Až 4. ledna 1894 byly všechny části sloučeny do společné politické a katastrální obce, a po tomto faktickém zformování obce Svobodné Dvory došlo také nakonec k zániku osady Bohdanečské Dvory. Od tohoto roku přestala existovat.

## Památky
- Zvonice (až do roku 1894 stála v zahradě Josefa Smetany u sochy sv. Jana Nepomuckého, již neexistuje)
- Socha sv. Jana Nepomuckého z roku 1842
- Škola z let 1877–1878 s přístavbou z roku 1933
- Památník připomínající oběti první světové války z roku 1936
- Sokolovna z let 1920–1921 (architekt Oldřich Liska)
- Pošta z roku 1927
- Zbytky tradiční cihlové architektury z 19. století